# Caedicia mesochides
Caedicia mesochides är en insektsart som beskrevs av Rentz, D.C.F. 1988. Caedicia mesochides ingår i släktet Caedicia och familjen vårtbitare. Inga underarter finns listade i Catalogue of Life.